# Kydex

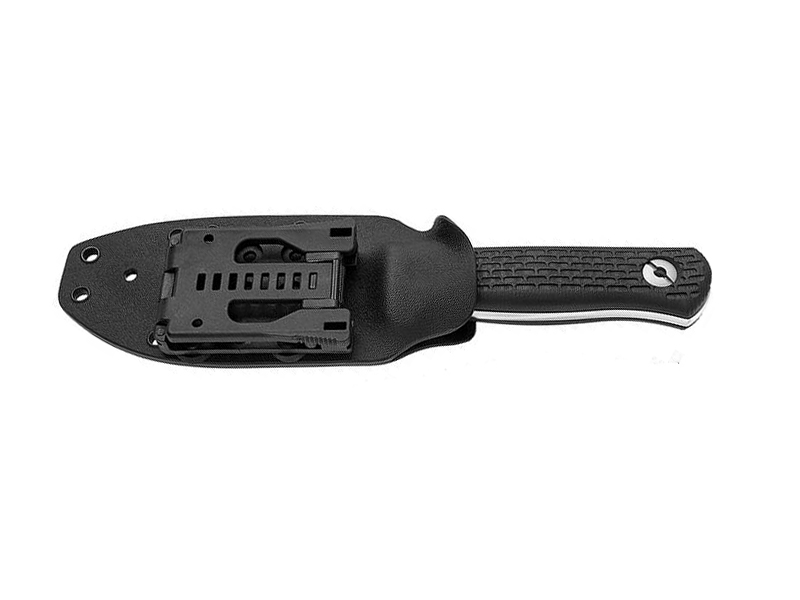
Funda de cuchillo hecha con Kydex

Kydex es un tipo de acrílico termoplástico a base de policloruro de vinilo fabricado por Sekisui SPI.  Tiene una gran variedad de aplicaciones que incluye mamparos para aeronaves, estuches para armas, fundas y vainas.
Es similar al policloruro de vinilo acrílico (en inglés IPK Acrylic-polyvinyl chloride) fabricado por Plásticos Emco y Plásticos Interstate, el cual tiene propiedades casi idénticas cuando se le agrega una capa de pintura.

## Desarrollo
Las hojas de Kydex fueron producidas originalmente en 1965 por Rohm and Hass, diseñadas para el interior de aeronaves. En 1987 el producto fue comprado por Kydex, anteriormente conocida como Compañía Kleerdex, la cual fabricaba el material bajo el nombre Sekisu SPI en Bloomsburg, Pensilvania, Estados Unidos.

## Características
Es un compuesto acrílico polivinílico diseñado para fabricación por termoformado. Combina propiedades tanto del acrílico como del policloruro de vinilo. En su aspecto acrílico obtiene su rigidez y deformabilidad; del PVC su tenacidad, resistencia a químicos y buen acabado. Los espesores pueden variar de 0.7 mm a 12.7 mm. Puede ser termoformado, postformado, quebrado y laminado.
- Su módulo elástico es de 2,758 MPa (400,000 psi)
- Las partes formadas por hojas serán rígidas y se deformarán ligeramente ante presiones. Esto tiene especial importancia en partes muy deformadas con paredes delgadas.
- Termoplástico relativamente duro, con una dureza de 90 en la escala de Rockwell. Esta dureza, combinada con su superficie granulada aumenta su resistencia a la abrasión.
- Poco inflamable V-0 en la clasificación UL 94.

Para algunas aplicaciones  es utilizado como sustituto del cuero, donde  tiene las ventajas siguientes:
- Impermeable
- Resistente a arañazos (90 en la escala de Rockwell)
- Mantiene su mejor forma, y no se estira o contrae bajo condiciones normales.
- Bajo nivel de fricción.

## Aplicaciones
- Vainas de cuchillos
- Resortes y tensores
- Estuche de armas
- Respaldos de asientos
- Bandejas rebatibles de aeronaves.
- Guardabarros de camiones
- Bandejas y cajas
- Cabinas para DJs
- Cubiertas para motores
- Cascos de seguridad
- Carenado de aeronaves
- Sistemas de escape de aire
- Prototipado rápido de sistemas
- Aislantes personalizados para equipos electrónicos
- Habitaciones limpias
- Armadura para el combate pesado de SCA
- Tubos del telescopio
- Vehículos submarinos autónomos